# Xiuma (sockenhuvudort i Kina, Qinghai Sheng, lat 35,06, long 100,33)
Xiuma (kinesiska: 秀麻) är en sockenhuvudort i Kina. Den ligger i provinsen Qinghai, i den nordvästra delen av landet, omkring 220 kilometer sydväst om provinshuvudstaden Xining. Antalet invånare är 7 286. Befolkningen består av 3 576 kvinnor och 3 710 män. Barn under 15 år utgör 30 %, vuxna 15-64 år 64 %, och äldre över 65 år 4,0 %.
Runt Xiuma är det glesbefolkat, med 11 invånare per kvadratkilometer. Det finns inga andra samhällen i närheten. Trakten runt Xiuma består i huvudsak av gräsmarker.
Genomsnittlig årsnederbörd är 611 millimeter. Den regnigaste månaden är juli, med i genomsnitt 151 mm nederbörd, och den torraste är december, med 2 mm nederbörd.